# Acer ukurundense
Acer ukurundense é uma espécie de árvore do gênero Acer, pertencente à família Aceraceae.